# Flaga Szczecina
Flaga Szczecina – jeden z symboli miejskich Szczecina.

## Symbolika
Współczesna flaga to prostokątny płat tkaniny o stosunku długości do szerokości 2:1, podzielony w poziomie na sześć równej szerokości równoległych pasów, na przemian (od góry) czerwonych i niebieskich. Na fladze umieszczony jest przesunięty w lewo w stosunku do jej środka herb Szczecina.
Szczegółowy opis flagi, jej używania oraz urzędowy wzór zawiera załącznik numer 5 do Statutu Miasta Szczecina, w rozdziale drugim.

## Historia
W okresie, gdy Szczecin należał do Hanzy posługiwał się odmienną flagą.

Flaga Szczecina
Hanzeatycka flaga Szczecina.
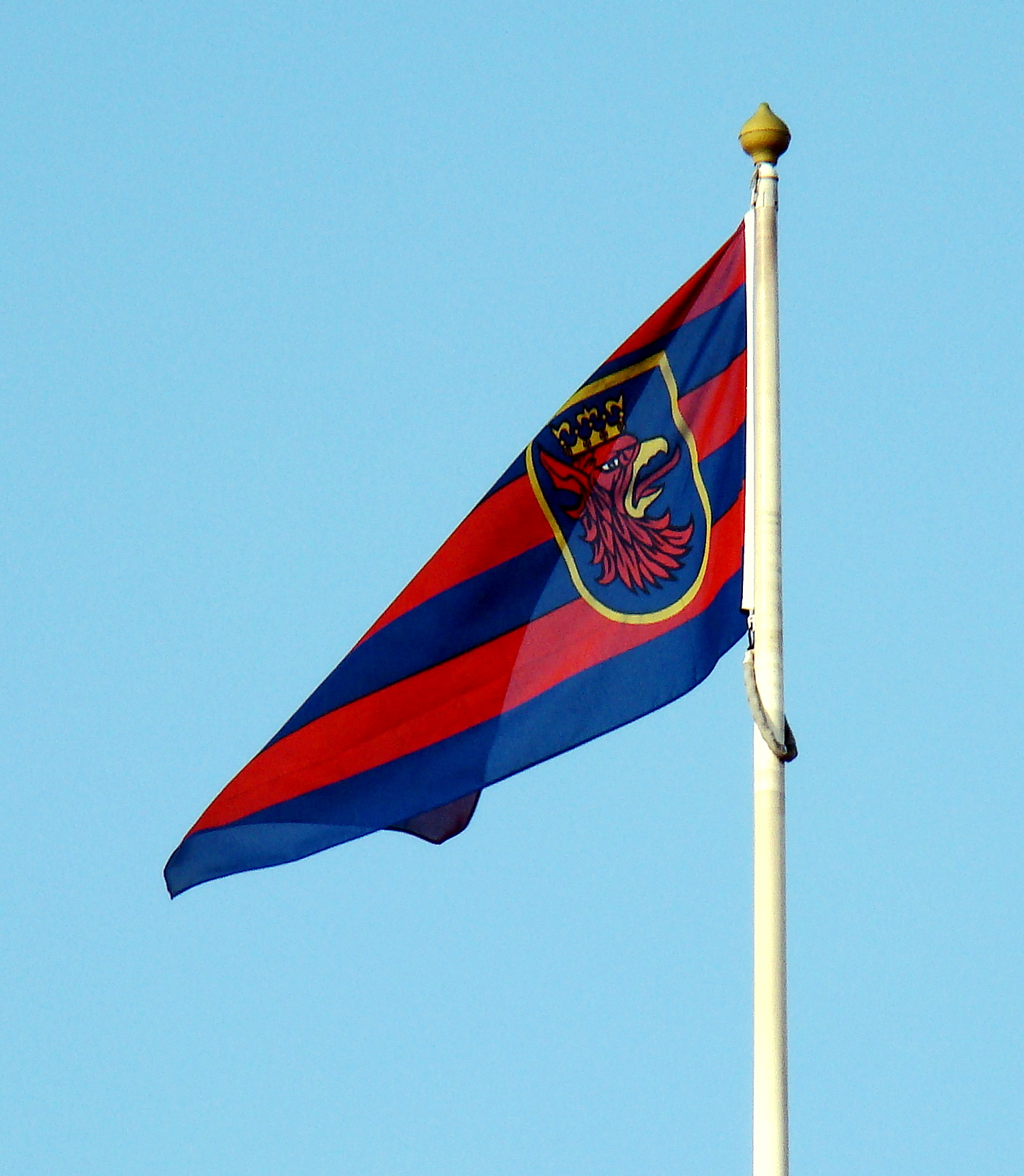
Flaga Szczecina na gmachu Urzędu Miasta.